# Heinz Tobolla
Heinz Tobolla (* 19. September 1925 in Hindenburg O.S.; † 18. März 2013 in Aachen) war ein deutscher Bildhauer und  Lehrbeauftragter an der FH Aachen.

## Leben und Wirken
Der Sohn eines Stadtamtmannes wurde in der Stadt Hindenburg/Ostschlesien geboren und absolvierte bedingt durch einen Ortswechsel der Familie seine Schulzeit in Frankenstein, wo er im Jahr 1943 sein Abitur bestand. Anschließend wurde er zum Kriegsdienst verpflichtet, welchen er bei der Luftwaffe absolvierte. Ein Jahr später geriet er in amerikanische Gefangenschaft, aus der er 1946 entlassen wurde.
Nach seiner Entlassung strebte Tobolla unverzüglich die Verwirklichung seines Jugendwunsches an und meldete sich an der Werkschule Münster an. Bis 1953 erlernte er unter anderem bei Franz Guntermann und Kurt Schwippert das Handwerk der Bildhauerei und bei Vincenz Pieper Grundzüge der Maltechnik. Darüber hinaus erwarb er sich am anatomischen Institut der Universität Münster die für seine Arbeit notwendigen Kenntnisse der menschlichen Anatomie und erstellte als Plastiker, Maler, Zeichner und Präparator bereits seine ersten größeren Werke.

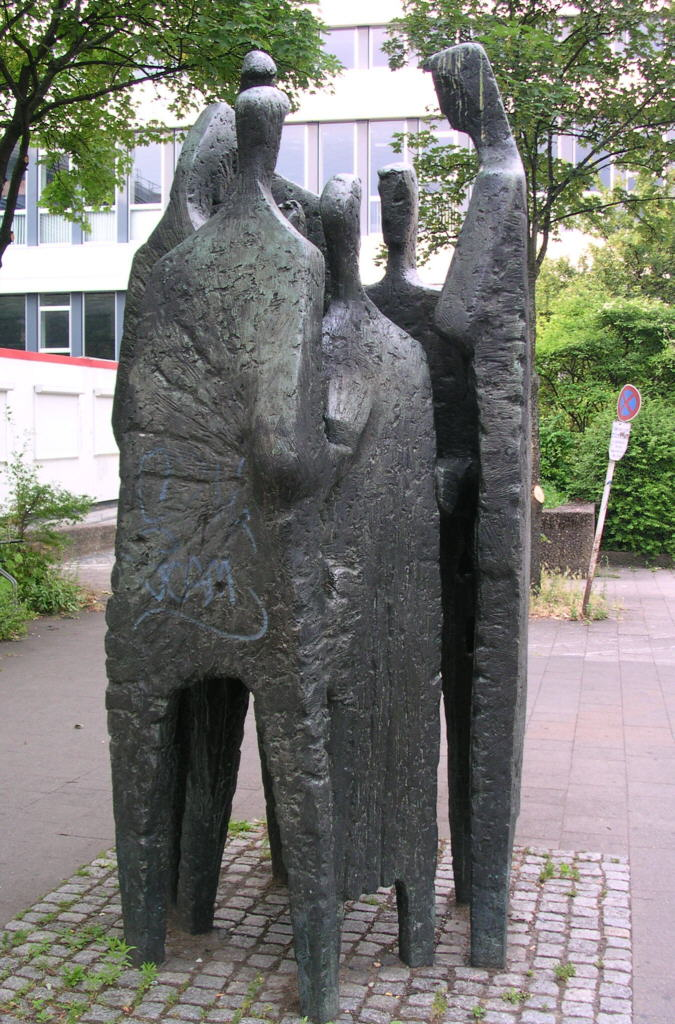
Menschen im Gespräch

Nach seinen Studienabschlüssen wechselte Tobolla 1953 nach Aachen, wo er sich als freischaffender Künstler niederließ. Mit seinem preisgekrönten Entwurf für die Plastik Menschen im Gespräch, für die er 1962 je eine Goldmedaille beim Premier Prix International de Sculpture à Monte Carlo und beim Prix Special Jury à Monte Carlo erhielt, konnte Tobolla seinen Bekanntheitsgrad erheblich steigern. Allein diese Skulptur wurde in den Folgejahren mehrfach und in verschiedenen Größen immer wieder neu angefertigt. Bereits ein Jahr später, im Jahr 1963, erhielt er von der Staatlichen Ingenieurschule für Bauwesen, die 1971 letztendlich in die Fachhochschule Aachen aufgegangen war, einen Lehrauftrag für plastisches Gestalten, Freihandzeichnen und Moderne Kunst, den er bis 1983 wahrnahm. Zugleich erhielt er jetzt auch von Städten außerhalb Aachens vermehrt Aufträge zur Erstellung von Skulpturen und Brunnenanlagen für Straßen- und Platzgestaltungen, zu denen später noch Arbeiten in sakraler Kunst hinzukamen. In einer ersten großen Ausstellung im Jahre 1965 im Aachener Suermondt-Ludwig-Museum, welcher in einem annähernden Zehn-Jahres-Rhythmus weitere Ausstellungen folgten, konnte Tobolla seine bisherigen Werke einem interessierten Publikum darbieten.
Nach dem Zerfall des Ostblocks nahm Tobolla wieder verstärkt Kontakt zu seiner Heimatstadt Zabrze auf und besuchte diese 1991 erstmals seit seiner Kindheit. Daraus entstand ein intensiver künstlerischer Dialog und auch die Idee, neben einigen ausgesuchten deutschen Städten auch mehrere polnische Städte für eine große Wanderausstellung einzuplanen, die dann erstmals 1993/94 stattfand und in den Jahren 2006/07 mit einer Retrospektive eines Großteils seiner ab 1945 erstellten Werke in größerem Rahmen wiederholt wurde. Zwischenzeitlich schuf Tobolla im Jahr 1997 als Zeichen der Dankbarkeit und Freundschaft für seine Geburtsstadt die 3,50 m hohe Bronzeplastik Konfrontation mit dem eigenen Ich, gestiftet von einem Aachener Unternehmerehepaar und einer Aachener Versicherung.
Nachdem Tobolla bereits im Jahre 1990 mit dem Sonderpreis für Völkerverständigung, Aussöhnung und Frieden des Kulturpreises Schlesien des Landes Niedersachsen bedacht worden war, erhielt er im Jahre 2007 auf der letzten Station seiner zweiten großen Wanderausstellung im Aachener Dom die Ehrenbürgerurkunde seiner Geburtsstadt Zabrze.
Tobolla, der in den Materialien Holz, Stein, Keramik, Bronze, Gips, Stahl, Kupfer, Messing, Blei, Beton, Glas und Kunststoff arbeitete, hat in seinem Leben ein Œuvre von mehr als 500 Einzelwerken geschaffen, davon etwa 100 in Überlebensgröße. Tobolla nahm an insgesamt 44 Wettbewerben teil, die ihm 16-mal einen 1. Preis sowie mehrere zweite und dritte Preise einbrachten.
Neben seiner praktischen Arbeit im Atelier und seinem Lehrauftrag an der FH Aachen engagierte sich Tobolla ehrenamtlich in verschiedenen Gremien für die Kunst und die Künstler. So leitete er ab dem Gründungsjahr 1972 mehr als zehn Jahre lang als erster Vorsitzender die Interessengemeinschaft Bildender Künstler in Aachen. Darüber hinaus wurde er 1974 in den Vorstand des Vereins der Freunde der Neuen Galerie der Stadt Aachen gewählt, die als „Neue Galerie – Sammlung Ludwig“ anfangs in den Räumen des Alten Kurhauses Aachen ihren Sitz hatte und aus der 1991 das Ludwig Forum für Internationale Kunst mit Sitz in der vormaligen Aachener Schirmfabrik Brauer hervorging. Ferner gehörte Tobolla seit 1987 dem Vorstand des Suermondt-Ludwig-Museums Aachen an und war zwischenzeitlich auch zehn Jahre lang als Bürgerschaftsvertreter Mitglied im Bauausschuss des Stadtrates Aachen.

## Ausstellungen (Auswahl)
- 1965: Plastiken. Suermondt-Ludwig-Museum, Aachen
- 1975: Mensch und Architektur. Plastiken, Entwürfe und Modelle 1962–1975. Suermondt-Ludwig-Museum, Aachen
- 1986: Arbeiten aus den Jahren 1980–86. Suermondt-Ludwig-Museum, Aachen
- 1986: Vier Jahrzehnte Plastik, Skulptur und Objekte. Mensch – Zeit – Raum 1953–1993. Wanderausstellung u. a. in Zabrze, Ratingen, Aachen
- 1993–1994: Wanderausstellung u. a. in Zabrze, Kattowitz, Neisse, Breslau und Ratingen
- 2006–2007: Heinz Tobolla. Das Werk – Dzieło. Das bildhauerische Werk 1946–2005. Wanderausstellung u. a. in Kattowitz, Breslau, Stettin, Krakau, Ratingen, Münster, Jawor, Aachen
- 2007: Heinz Tobolla – Skulpturen und Fotografien eines oberschlesischen Künstlers. Foyer der nordrhein-westfälischen CDU-Landtagsfraktion, Düsseldorf[2]

## Werke (Auswahl)

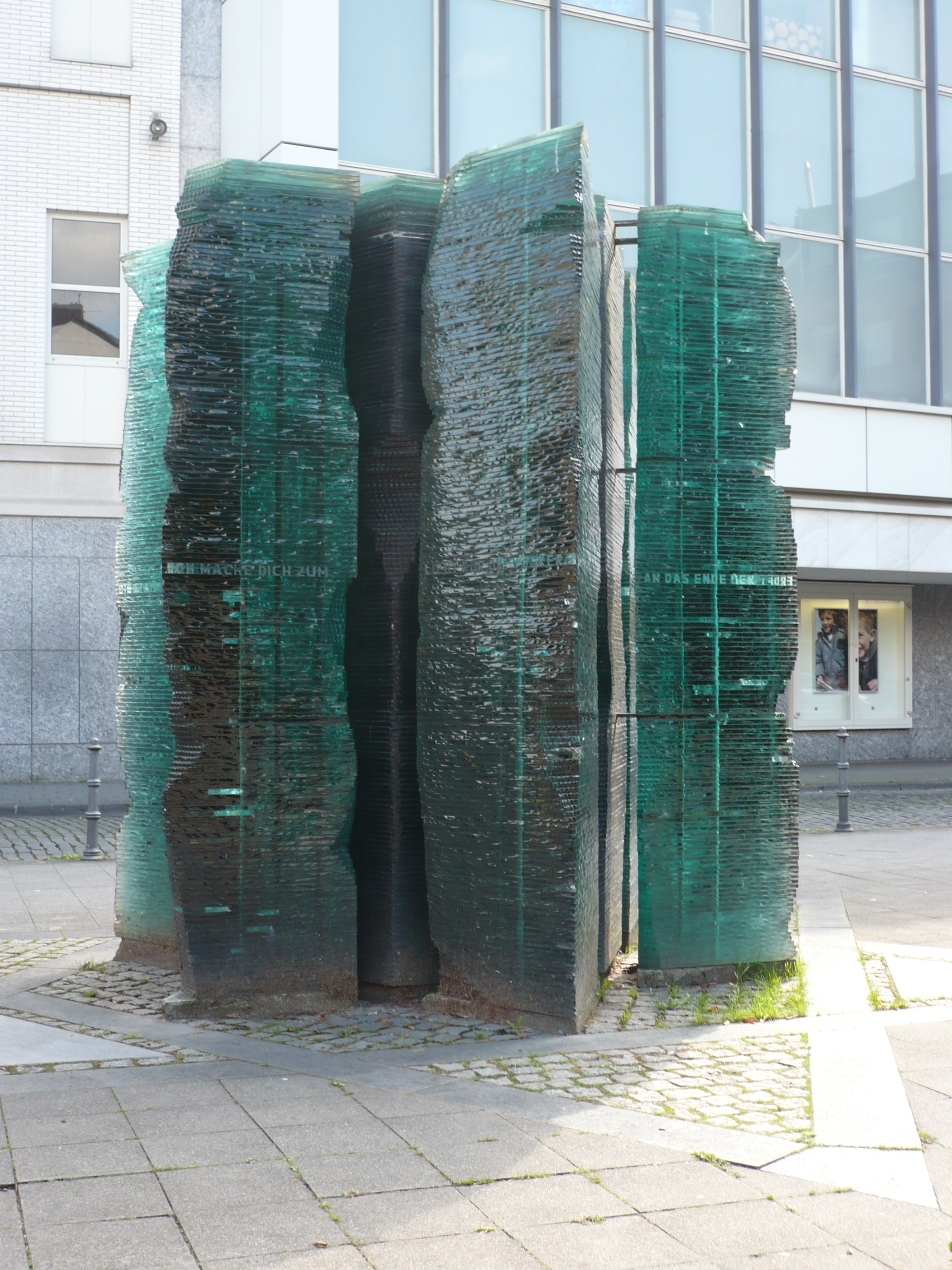
Kristallnachtdenkmal Aachen

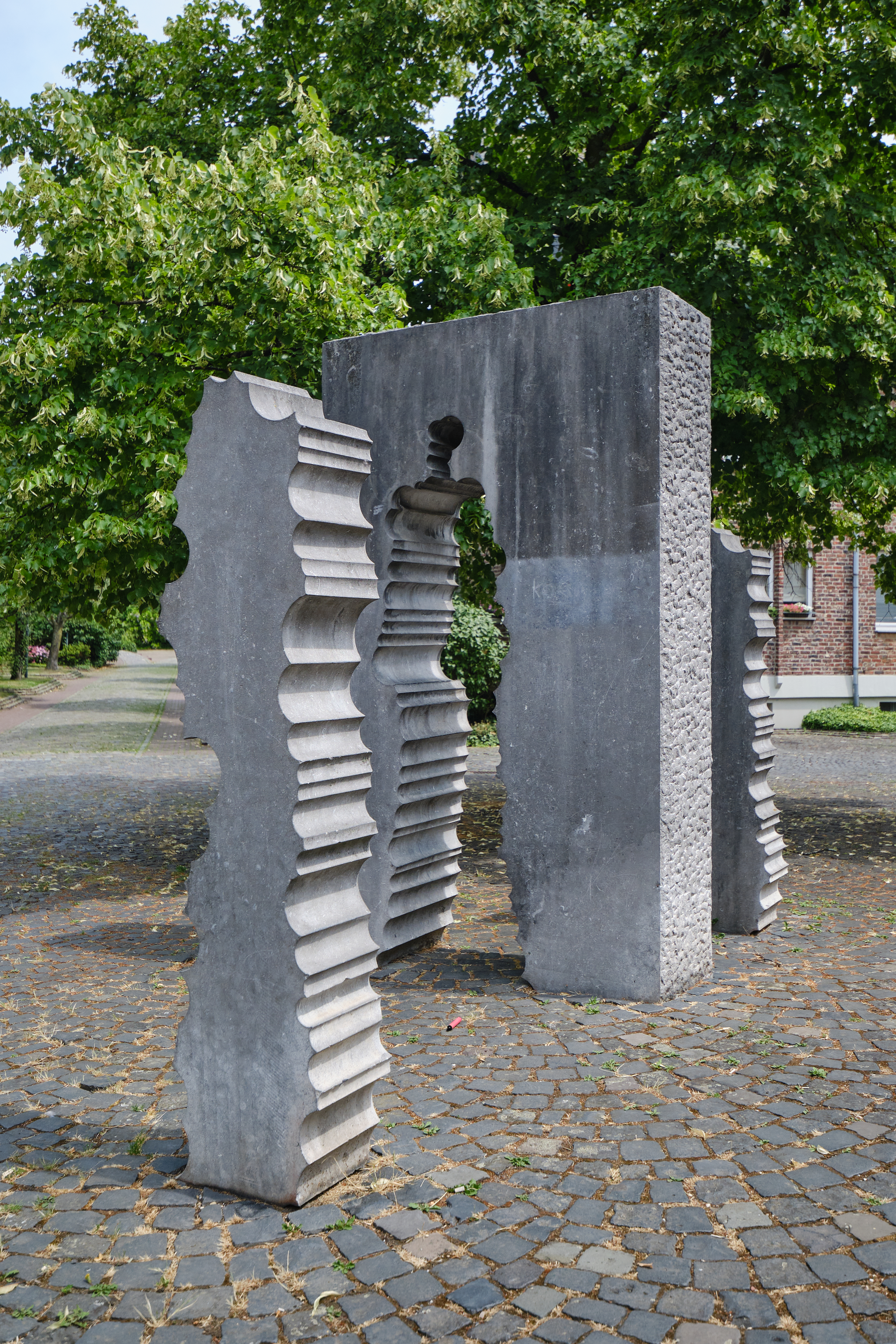
Der Durchbruch, Aachen

- Menschen im Gespräch, mehrere Städte, 1962
- Menschen leben miteinander, Foyer Kernforschungsanlage Jülich, 1965
- Menschen gehen einander vorbei, Innenhof Kernforschungsanlage Jülich, 1966
- Der Dulder Hiob (St. Jobs), Würselen, Broichweiden vor St. Lucia, 1970
- Röhrenbrunnen, Aachen, 1971
- Kehrmännchen, Aachen, 1973
- Schirmfrauen, Aachen, 1974
- Kappesbuur, Rheindahlen, 1977
- Kristallnachtdenkmal in Form eines Davidsterns, Synagogenplatz Aachen, 1984
  - Das Mahnmal trägt die Inschrift: „Und der Herr sagte, es ist zu wenig, daß du Israel mein Knecht bist, nur um die Stämme Jakobs wieder aufzurichten. Ich mache dich zum Licht für die Völker, damit mein Heil bis an das Ende der Erde reicht. Jesaja 49,6“
  - Ein Gedenkstein am Fuß des Mahnmal trägt die Inschrift: „Dieses Denkmal errichteten die Evangelische und die Katholische Kirche der Stadt Aachen zur Mahnung gegen jeglichen Haß und jede Feindschaft. 8. November 1984“
  - Eine Stahltafel hinter dem Mahnmal ist beschriftet: „Das Denkmal stellt dar: Die Geschichte Israels als Stern aus David. Trotz vieler Schläge ragt er in seinem Wesen unzerstörbar in die Zukunft. – Die Bürger Aachens erinnern sich an diesem Platz an die Synagoge, die am 19. September 1862 ihrer heiligen Bestimmung übergeben wurde, von den Nazis am 8. November 1938 geschändet und zerstört.“
- Der Durchbruch, Aachen, 1984/85
- Der Nachbar Bahnhofsplatz Grevenbroich, 1984
- Altarkreuz, ev. Paul-Gerhardt-Kirche, Aachen, 1985
- Das Paket, Grüngürtel Köln, 1986
- Kreuzsymbol, Kirchvorplatz ev. Friedenskirche, Aachen, 1986
- Wasserfall, Brunnenanlage, Neukirchen-Vluyn, 1987
- Der Andere, Odenkirchen-Geistenbeck, 1986
- Wasser und Leben, Brunnenanlage Aachen-Burtscheid, 1989
- Begegnung mit zwei eigenem Ich, Zabrze, 1997
- Du – Ich. Alt – Jung, Gangelt, 1999
- Hiob, Katholische Universität Lumen Gentium Kolumbien, 2002[3]
- Sigrid-Pless-Brunnen, Bad Soden am Taunus, 2005[4]